# Pastwiska (Nowy Sącz)
Pastwiska – historyczna część miasta Nowy Sącz nad Kamienicą, położona w centrum miasta, w rejonie ulicy 1 Brygady.